# Staalstraat (Amsterdam)

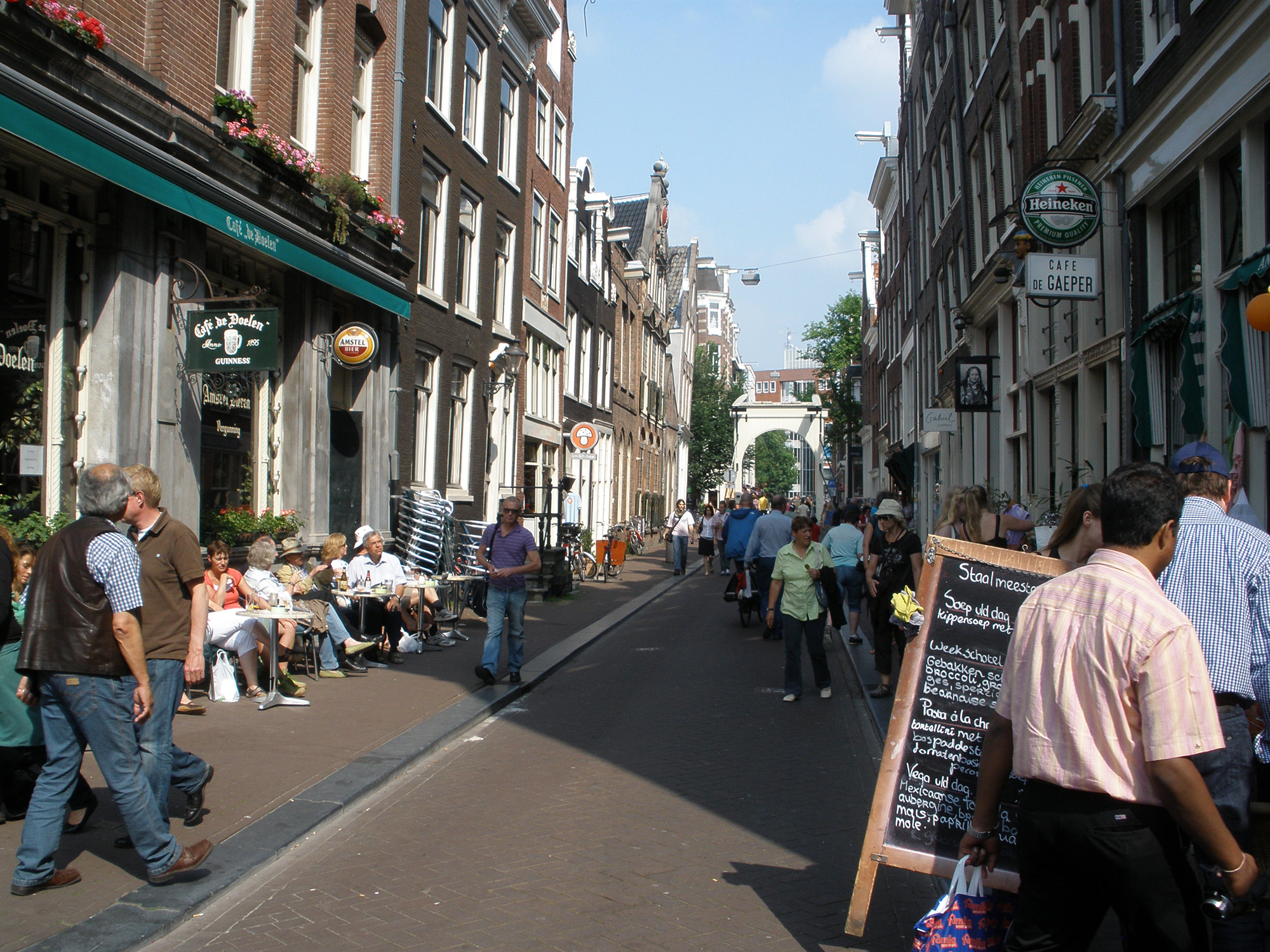
Staalstraat, kijkend in oostelijke richting

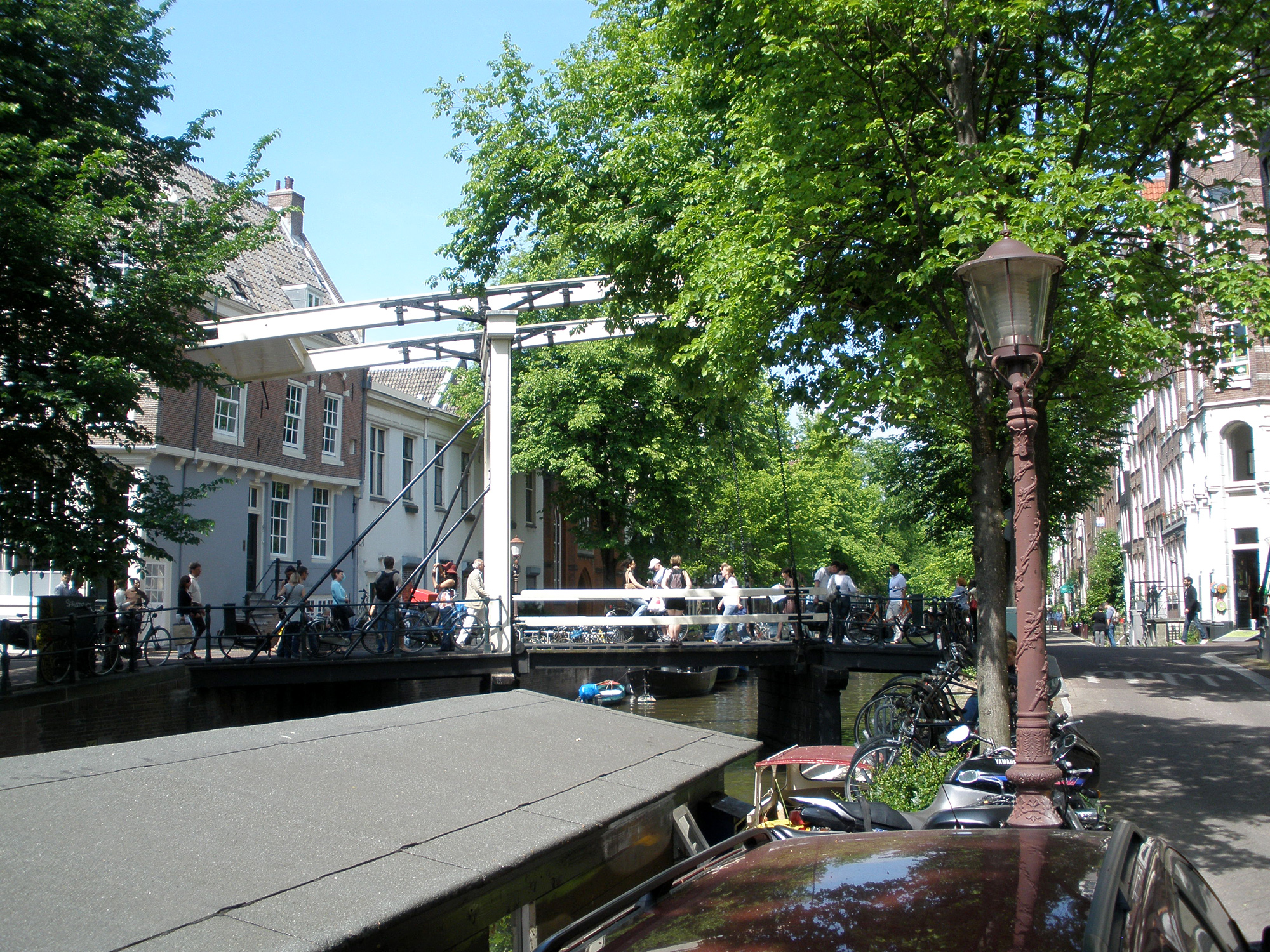
De Staalmeestersbrug in de Staalstraat over de Groenburgwal

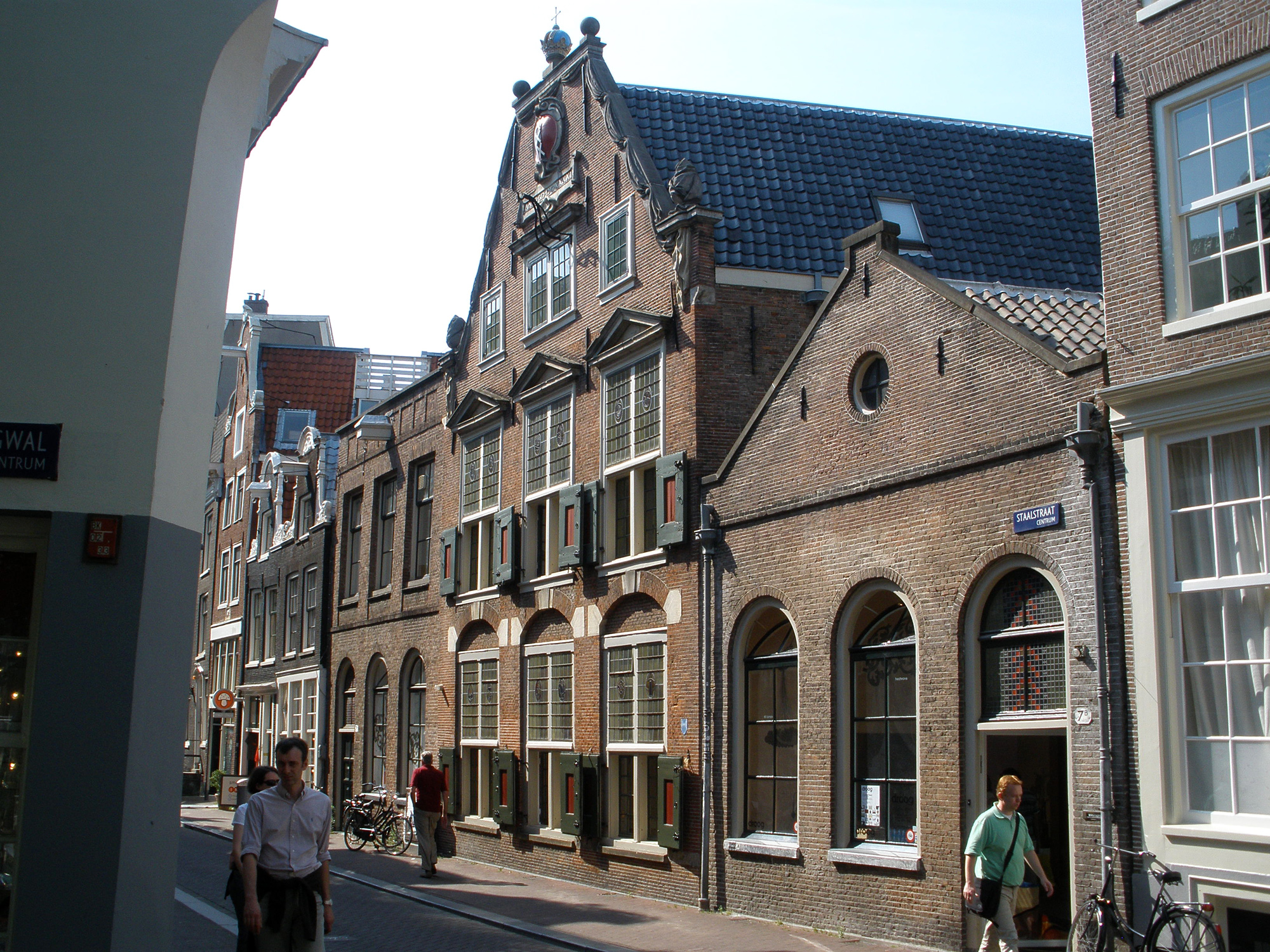
De Saaihal (1641)

De Staalstraat in Amsterdam is een straat in de binnenstad, die de Kloveniersburgwal (bij de Nieuwe Doelenstraat) verbindt met de Zwanenburgwal (bij het Waterlooplein). De Staalstraat kruist de Groenburgwal en de Verversstraat komt op de Staalstraat uit.
De voor autoverkeer afgesloten straat is een winkelstraat met cafés en eettentjes.
Op de hoek Staalstraat/Kloveniersburgwal ligt, met geklonken onderdelen van staal en smeedijzer en een aluminium wegdek, de Aluminiumbrug (brug 222) uit 1896. De Staalmeestersbrug (brug 227), een witgeschilderde houten ophaalbrug over de Groenburgwal, is een bij toeristen populaire plek vanwege het uitzicht op de Zuiderkerk. De brug is te zien op Claude Monets schilderij De Zuiderkerk, Amsterdam gezien vanaf de Groenburgwal. De ir. B. Bijvoetbrug (229) in het verlengde van de straat over de Zwanenburgwal vormt de verbinding (voor voetgangers en fietsen) naar het Waterlooplein en de Stopera.
Aan de straat staan meerdere monumenten. Staalstraat 21 uit 1984-1986 maakt deel uit van het gemeentelijk monument Complex Zwanenburgwal.

## Geschiedenis
De straat, oorspronkelijk de Swanenburgerstraat, is vernoemd naar de, bij de hoek Staalstraat/Groenburgwal gelegen Staalhof. De aangrenzende Saaihal werd in 1641 door Pieter de Keyser ontworpen. De kwaliteit van de stalen van de in deze buurt gevestigde lakenindustrie werd hier gecontroleerd door leden van het Amsterdamse Lakengilde. Enkelen van hen zijn door Rembrandt vereeuwigd op zijn schilderij De Staalmeesters uit 1662.
In de 19e eeuw werd een deel van het Staalhof verbouwd tot de anglicaanse (episcopale) kerk, Christ Church, aan de Groenburgwal 42. De gevel van de Saaihal aan Staalstraat 7b is in 1919 gerestaureerd. Hier is een winkel van het ontwerpbureau Droog Design gevestigd.
Tijdens de Tweede Wereldoorlog werden veel Joodse bewoners van de Staalstraat weggevoerd naar de concentratiekampen en overleefden de oorlog niet. Al in februari 1941, tijdens de eerste razzia's in de Joodse buurt, werden in de Staalstraat bewoners weggehaald. Hierbij werd de brug op de hoek Staalstraat/Kloveniersburgwal opgehaald om de buurt af te sluiten. Tijdens de Hongerwinter (1944/1945) zijn de achtergelaten huizen deels gesloopt door mensen die op zoek waren naar brandhout.
Op de hoek Staalstraat/Groenburgwal en de hoek Staalstraat/Verversstraat zijn opnames gemaakt voor de met drie Oscars bekroonde film The Diary of Anne Frank uit 1959. In de film Ocean's Twelve uit 2004 speelt zich een scène af op de brug op de hoek Staalstraat/Kloveniersburgwal. De hoofdrolspelers Brad Pitt en George Clooney bespreken een geplande beroving terwijl ze op de brug staan.